# Олепир, Алексей Иванович
Алексей Иванович Олепир (1921—2004) — Герой Советского Союза (1945), командир звена 657-го штурмового авиационного полка 196-й штурмовой авиационной дивизии 4-го штурмового авиационного корпуса 4-й воздушной армии 2-го Белорусского фронта, старший лейтенант.

## Биография
Родился 17 марта 1921 года в селе Кованьковка, ныне Полтавский район Полтавской области, в семье крестьянина. Украинец.
Окончил десять классов Полтавской средней школы № 3.
В 1940 году призван в ряды Красной Армии. В 1941 году окончил Армавирскую военно-авиационную школу пилотов, в 1942 году — Конотопское военно-авиационное училище командиров звеньев. В боях Великой Отечественной войны — с августа 1943 года. Воевал на Западном, 1-м и 2-м Белорусском фронтах. Член КПСС с 1945 года.
Мужество и храбрость А. И. Олепир проявил во время Ельненско-Рославльской, Смоленской и Осоцевской операций, наступления на Бобруйск и Жлобин, в боях за расширение плацдарма на западном берегу реки Нарев, в дни разгрома Восточно-Прусской и Померанской группировок фашистских войск и в Штеттинской операции.
В июле 1943 года личному составу 657-го го штурмового авиационного полка было приказано уничтожить танки и артиллерийскую батарею в районе Спас-Деменска. Они не только выполнили боевое задание, но и сбили два самолёта. В конце марта 1945 года, когда наши войска вышли к немецким портам на побережье Балтики, А. И. Олепир уже возглавил звено штурмовиков.
К апрелю 1945 года командир звена старший лейтенант Алексей Олепир совершил 96 боевых вылетов, уничтожив 11 танков, 50 автомашин, много другой боевой техники и живой силы противника. Всего звено под его командованием на самолётах «Ил-2» произвело 294 успешных боевых вылета, потеряв лишь 2 экипажа. Отличным выполнением боевых заданий лётный состав звена уничтожил: 21 танк, 130 автомашин, 48 повозок, 10 складов с горюче-смазочными материалами и боеприпасами, 8 железнодорожных вагонов и 1 железнодорожный эшелон.
После окончания войны продолжил службу в армии. В 1950 году окончил Военную академию имени М. В. Фрунзе. С 1970 года полковник А. И. Олепир — в запасе.
Жил в городе Ростов-на-Дону, преподавал в одном из военных училищ. Работал на военной кафедре Ростовского государственного университета с 1970 по 1996 годы. В 1981 году Олепир был одним из организаторов в Ростове-на-Дону детско-юношеского клуба «Юный лётчик» (в районе «Военвед» недалеко от военного аэродрома «Центральный»).
Умер 23 августа 2004 года, похоронен в Ростове-на-Дону на Северном кладбище.

Могила Олепира на Северном кладбище Ростова-на-Дону

## Память
- Вместе со своим другом С. И. Плехановым незадолго до смерти Олепир А. И. написал повесть о фронтовой жизни. Некоторые фрагменты из неё были опубликованы в ростовской университетской газете «За советскую науку» (ныне «Южный университет»).

## Награды
- Указом Президиума Верховного Совета СССР от 18 августа 1945 года за образцовое выполнение боевых заданий командования по уничтожению живой силы и техники противника и проявленные при этом мужество и героизм старшему лейтенанту Алексею Ивановичу Олепиру присвоено звание Героя Советского Союза с вручением ордена Ленина и медали «Золотая Звезда» (№ 8198).
- Награждён орденом Красного Знамени, тремя орденами Отечественной войны 1-й степени, орденом Отечественной войны 2-й степени, двумя орденами Красной Звезды, а также медалями.